# Ammothella rostrata
Ammothella rostrata är en havsspindelart som beskrevs av Losina-Losinsky, L.K. 1961. Ammothella rostrata ingår i släktet Ammothella och familjen Ammotheidae. Inga underarter finns listade i Catalogue of Life.